# Review (eksperimentalfilm fra 1989)
|  | Denne artikel er oprettet af botten Steenthbot ud fra en ekstern database. Den kan derfor have sproglige fejl eller mangler. Denne skabelon kan fjernes efter kontrol af indholdet. |

 For alternative betydninger, se Review. (Se også artikler, som begynder med Review)
Review er en dansk eksperimentalfilm fra 1989 instrueret af Jon Micke.

## Handling
Et geometrisk metropolis lader sig etablere. Her kører maskinerne på højtryk imens fabriksarbejderen udfører sine ritualer - alt i umiddelbar harmoni. Men metropolens struktur bliver for kompleks - naturen med dens underværker indfinder sig, og metropolen bryder sammen. Til sidst forsvinder hele dette industrielle inferno og et befriende 'grønt' landskab gør sin entré.